# ALEIIAF
ALEIIAF es la Asociación latinoamericana de Estudiantes e Ingenieros Industriales y Afines, que agrupa a jóvenes estudiantes de la rama de Ingeniería Industrial y Afines. Esta asociación busca la integración de los estudiantes e ingenieros relacionados con la Ingeniería Industrial, por medio de la promoción y coordinación de proyectos y eventos relacionados a nivel estudiantil y profesional.

## Historia
En 1991, ALEIIAF fue fundada por estudiantes con sede en Lima-Perú
En 1999, ALEIIAF se reestructura e incluye como miembros de la asociación a los asistentes al CLEIN.
Hoy en día la asociación tiene representación en 20 países de Latinoamérica. 

## Zonas ALEIIAF
Zona Norte: Costa Rica, El Salvador, Honduras, Guatemala, México y Nicaragua
Zona Centro: Colombia, Cuba, Ecuador, Panamá, Puerto Rico, República Dominicana y Venezuela
Zona Sur: Argentina, Bolivia, Brasil, Chile, Paraguay, Perú y Uruguay

## Organización
ALEIIAF cuenta con una Junta Directiva conformada por miembros de diferentes países de Latinoamérica. La junta directiva la conforman el presidente, Vicepresidente, Dirección Académica, Dirección de Marketing, Dirección Logística y los Coordinadores de cada Zona.
La mayoría de los países asociados cuenta con un Delegado y Subdelegado, quienes representan a ALEIIAF y son los responsables de alcanzar los objetivos de la asociación a nivel país. Para cooperar con ellos, ALEIIAF dividió a Latinoamérica en tres zonas: Norte, Centro y Sur.
La Junta Directiva conjuntamente con los Delegados y Subdelegados conforma la máxima autoridad de ALEIIAF, el Comité Ejecutivo.

## CLEIN
El Congreso latinoamericano de Estudiantes de Ingeniería Industrial (CLEIN) es una actividad académica, social y cultural en el área de Ingeniería Industrial en Latinoamérica. Año tras año reúne a estudiantes, profesionales y docentes de la especialidad en diferentes países de la región latinoamericana y es organizado por ALEIIAF y la organización de estudiantes del país anfitrión, en conjunto con alguna Universidad o Institución.

Participan de este congreso los estudiantes y profesionales de todas las universidades de Latinoamérica donde se dicten cursos de Ingeniería Industrial y afines.
Este congreso tiene una duración de 5 días y se lleva a cabo entre los meses de octubre y noviembre. También pueden participar como invitadas las universidades de otros lugares fuera de Latinoamérica.

El comité ejecutivo de ALEIIAF es el encargado de escoger el país sede que será organizador del CLEIN cada año.